# Rally d'Australia 2017
Il Rally d'Australia 2017, ufficialmente denominato 26th Kennards Hire Rally Australia,  è stata la tredicesima e ultima prova del campionato del mondo rally 2017 nonché la ventiseiesima edizione del Rally d'Australia e la ventiquattresima con valenza mondiale . La manifestazione si è svolta dal 17 al 19 novembre sugli sterrati che attraversano le foreste del Nuovo Galles del Sud, in Australia sud-orientale, con sede nella città di Coffs Harbour.

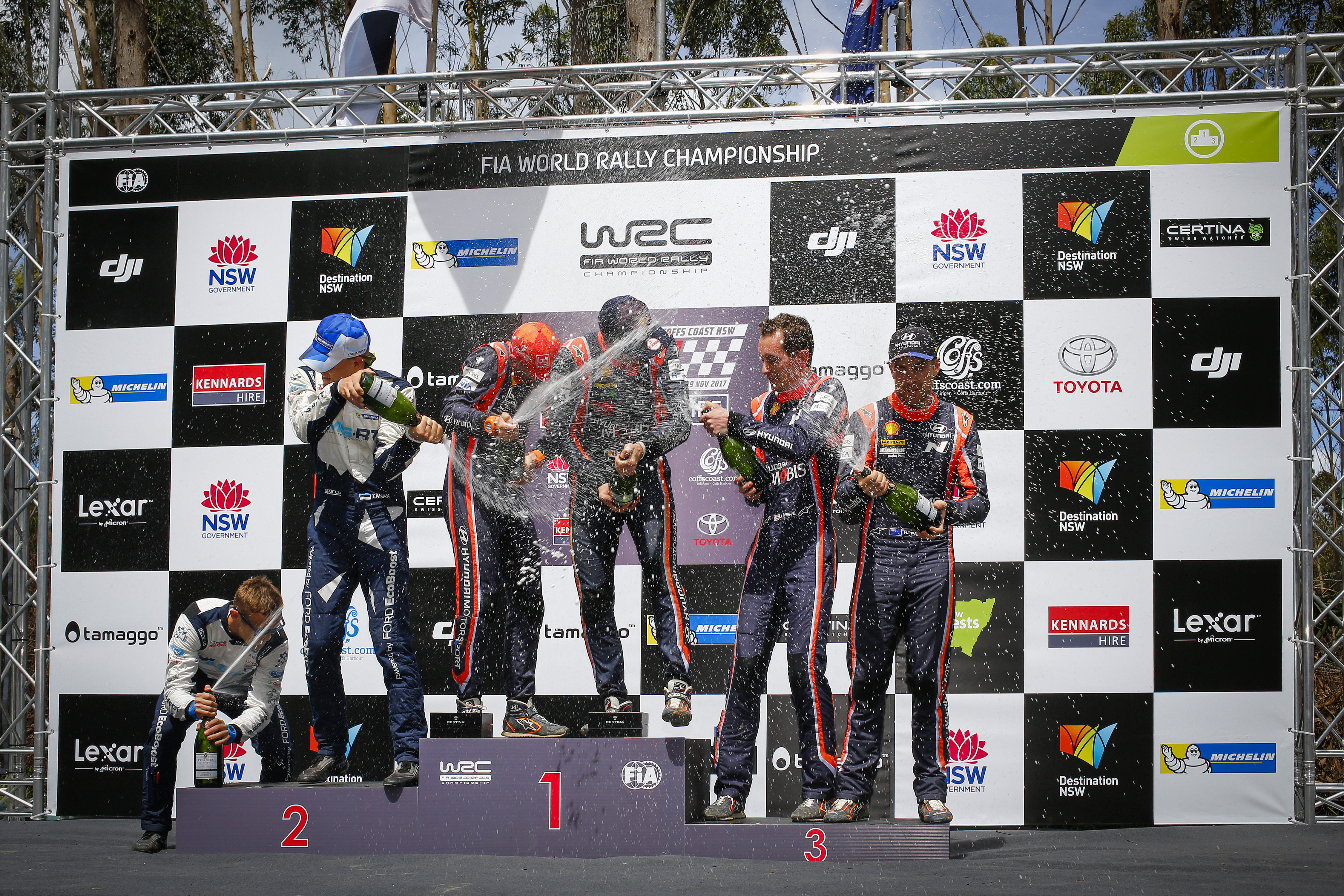
Il podio finale

L'evento è stato vinto dal belga Thierry Neuville, navigato dal connazionale Nicolas Gilsoul, al volante di una Hyundai i20 Coupe WRC della squadra ufficiale Hyundai Motorsport, davanti all'equipaggio estone composto da Ott Tänak e Martin Järveoja su Ford Fiesta WRC della scuderia M-Sport World Rally Team e alla coppia formata dal neozelandese Hayden Paddon e dal britannico Sebastian Marshall, anch'essi su una i20 Coupe WRC del team Hyundai.
I titoli mondiali piloti, copiloti e costruttori erano già stati assegnati nell'appuntamento precedente in Galles e vennero conquistati rispettivamente da Sébastien Ogier, Julien Ingrassia e dalla scuderia M-Sport.

## Risultati

### Classifica
| Pos.       | Nº       | Pilota             | Co-pilota          | Auto                     | Squadra                     | Classe      | Tempo     | Distacco | Punti    |
| Generale   | Generale | Generale           | Generale           | Generale                 | Generale                    | Generale    | Generale  | Generale | Generale |
| ---------- | -------- | ------------------ | ------------------ | ------------------------ | --------------------------- | ----------- | --------- | -------- | -------- |
| 1.         | 5        | Thierry Neuville   | Nicolas Gilsoul    | Hyundai i20 Coupe WRC    | Hyundai Motorsport          | WRC         | 2h35'44"8 |          | 25       |
| 2.         | 2        | Ott Tänak          | Martin Järveoja    | Ford Fiesta WRC          | M-Sport World Rally Team    | WRC         | 2h36'07"3 | +22"5    | 22       |
| 3.         | 4        | Hayden Paddon      | Sebastian Marshall | Hyundai i20 Coupe WRC    | Hyundai Motorsport          | WRC         | 2h36'43"9 | +59"1    | 15       |
| 4.         | 1        | Sébastien Ogier    | Julien Ingrassia   | Ford Fiesta WRC          | M-Sport World Rally Team    | WRC         | 2h38'12"5 | +2'27"7  | 17       |
| 5.         | 3        | Elfyn Evans        | Daniel Barritt     | Ford Fiesta WRC          | M-Sport World Rally Team    | WRC         | 2h38'50"4 | +3'05"6  | 10       |
| 6.         | 11       | Esapekka Lappi     | Janne Ferm         | Toyota Yaris WRC         | Toyota Gazoo Racing WRT     | WRC         | 2h39'34"3 | +3'49"5  | 11       |
| 7.         | 9        | Kris Meeke         | Paul Nagle         | Citroën C3 WRC           | Citroën Total Abu Dhabi WRT | WRC         | 2h58'43"2 | +22'58"4 | 7        |
| 8.         | 61       | Richie Dalton      | John Allen         | Škoda Fabia R5           | -                           | RC2         | 3h00'24"4 | +24'39"6 | 4        |
| 9.         | 68       | Nathan Quinn       | Ben Searcy         | Mitsubishi Lancer Evo IX | -                           | ASN         | 3h00'48"2 | +25'03"4 | 0        |
| 10.        | 71       | Dean Herridge      | Sam Hill           | Subaru Impreza WRX STi   | -                           | ASN         | 3h05'37"1 | +29'52"3 | 0        |
| 11.        | 21       | Jourdan Serderidis | Frédéric Miclotte  | Citroën DS3 WRC          | -                           | WRC-T       | 3h08'10"2 | +32'25"4 | 2        |
| 12.        | 31       | Kalle Rovanperä    | Jonne Halttunen    | Ford Fiesta R5           | -                           | RC2 / WRC-2 | 3h09'01"1 | +33'16"3 | 1        |
| 13.        | 6        | Andreas Mikkelsen  | Anders Jæger       | Hyundai i20 Coupe WRC    | Hyundai Motorsport          | WRC         | 3h13'24"5 | +37'39"7 | 2        |
| WRC-Trophy |          |                    |                    |                          |                             |             |           |          |          |
| 1. (11.)   | 21       | Jourdan Serderidis | Frédéric Miclotte  | Citroën DS3 WRC          | -                           | WRC-T       | 3h08'10"2 |          | 25       |
| WRC-2      |          |                    |                    |                          |                             |             |           |          |          |
| 1. (12.)   | 31       | Kalle Rovanperä    | Jonne Halttunen    | Ford Fiesta R5           | -                           | RC2 / WRC-2 | 3h09'01"1 |          | 25       |

| Principali ritiri | Principali ritiri | Principali ritiri  | Principali ritiri | Principali ritiri | Principali ritiri           | Principali ritiri | Principali ritiri  | Principali ritiri |
| PS                | Nº                | Pilota             | Co-pilota         | Auto              | Squadra                     | Classe            | Causa              | Pos.              |
| ----------------- | ----------------- | ------------------ | ----------------- | ----------------- | --------------------------- | ----------------- | ------------------ | ----------------- |
| PS 18             | 7                 | Stéphane Lefebvre  | Gabin Moreau      | Citroën C3 WRC    | Citroën Total Abu Dhabi WRT | WRC               | Danno da incidente | 9º                |
| PS 18             | 8                 | Craig Breen        | Scott Martin      | Citroën C3 WRC    | Citroën Total Abu Dhabi WRT | WRC               | Capottamento       | 4º                |
| PS 21             | 10                | Jari-Matti Latvala | Miikka Anttila    | Toyota Yaris WRC  | Toyota Gazoo Racing WRT     | WRC               | Incidente          | 8º                |

Legenda
| Icona | Classe                                                                               |
| ----- | ------------------------------------------------------------------------------------ |
| WRC   | Equipaggio di classe WRC che può conquistare punti per il campionato costruttori     |
| WRC   | Equipaggio di classe WRC che non può conquistare punti per il campionato costruttori |
| WRC-T | Equipaggio di classe WRC (ante 2017) registrato al campionato WRC Trophy             |
| WRC-2 | Equipaggio registrato al campionato WRC-2                                            |
| WRC-3 | Equipaggio registrato al campionato WRC-3                                            |
| JWRC  | Equipaggio registrato al campionato Junior WRC                                       |
|       | Ulteriori classificazioni                                                            |

### Prove speciali

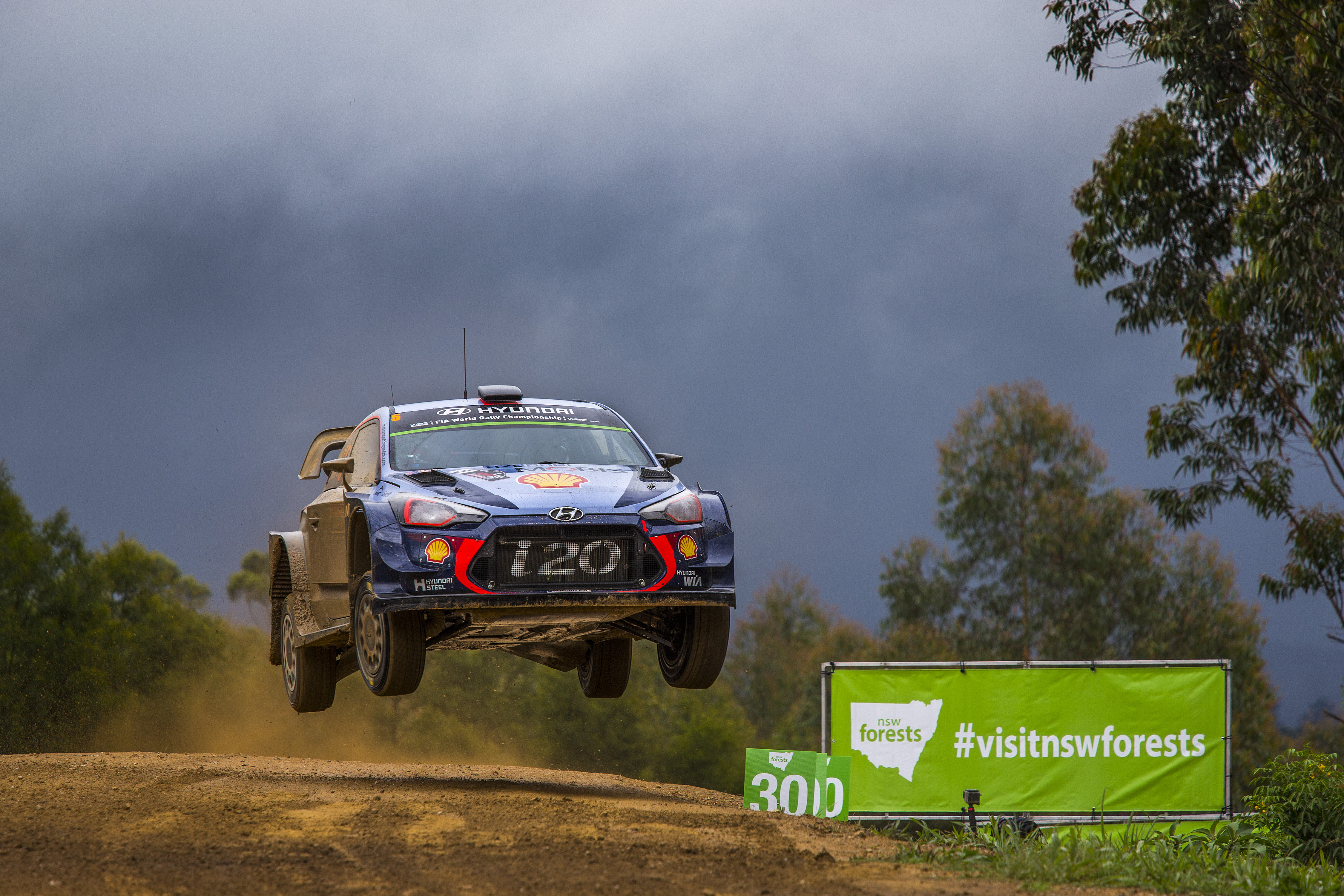
Neuville e Gilsoul, vincitori del Rally d'Australia 2017

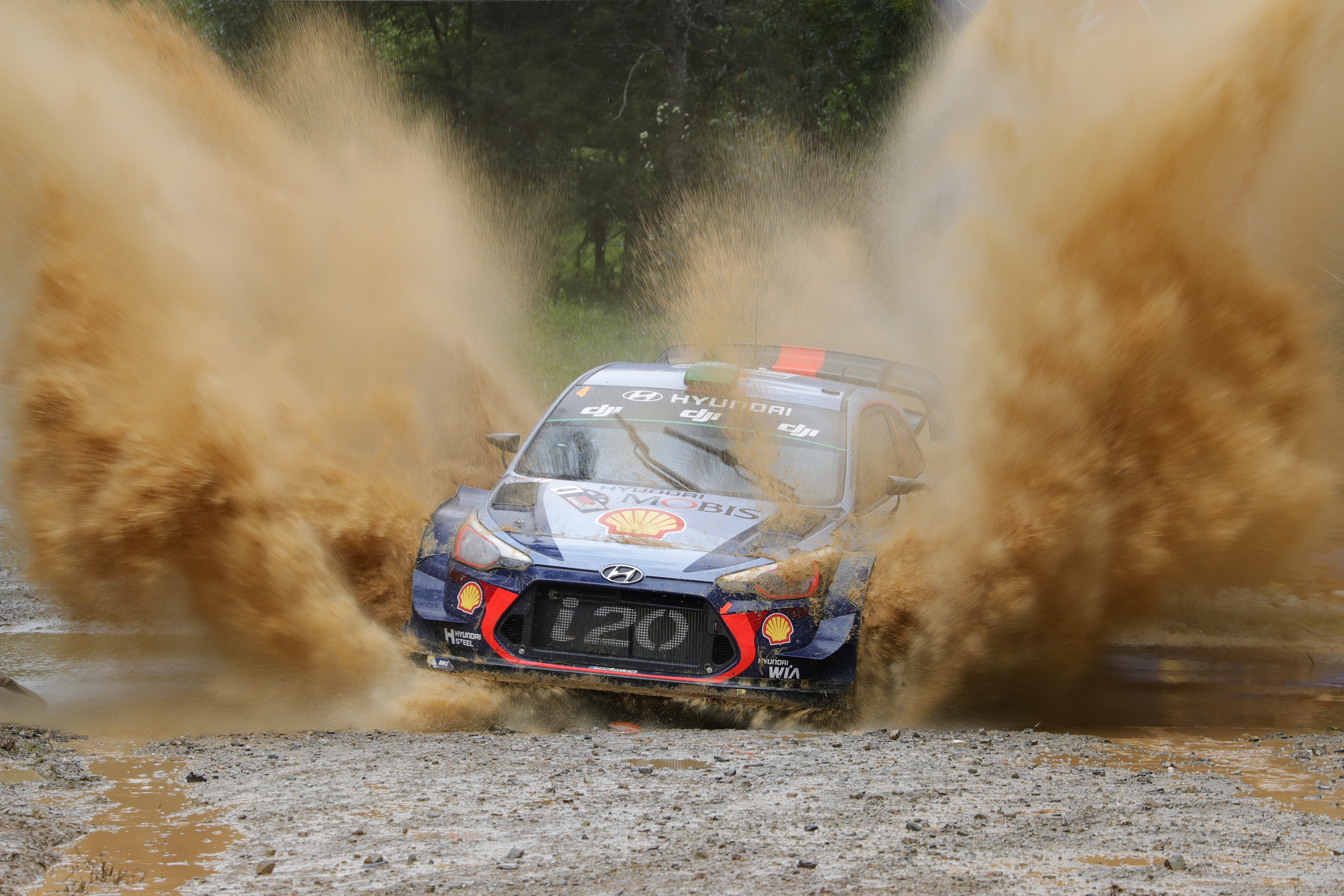
Paddon e Marshall, terzi classificati

| Frazione            | Prova | Ora   | Nome                            | Lunghezza | Vincitori                         | Tempo            | Leader del rally                 |
| ------------------- | ----- | ----- | ------------------------------- | --------- | --------------------------------- | ---------------- | -------------------------------- |
| Frazione 1 (17 Nov) | PS1   | 08:13 | Pilbara 1                       | 9,71 km   | Andreas Mikkelsen Anders Jæger    | 5'17"2           | Andreas Mikkelsen Anders Jæger   |
| Frazione 1 (17 Nov) | PS2   | 08:36 | Eastbank 1                      | 18,92 km  | Andreas Mikkelsen Anders Jæger    | 9'56"3           | Andreas Mikkelsen Anders Jæger   |
| Frazione 1 (17 Nov) | PS3   | 09:39 | Sherwood 1                      | 26,59 km  | Andreas Mikkelsen Anders Jæger    | 12'51"1          | Andreas Mikkelsen Anders Jæger   |
| Frazione 1 (17 Nov) | PS4   | 12:37 | Pilbara 2                       | 9,71 km   | Andreas Mikkelsen Anders Jæger    | 5'14"0           | Andreas Mikkelsen Anders Jæger   |
| Frazione 1 (17 Nov) | PS5   | 13:00 | Eastbank 2                      | 18,92 km  | Thierry Neuville Nicolas Gilsoul  | 9'48"8           | Andreas Mikkelsen Anders Jæger   |
| Frazione 1 (17 Nov) | PS6   | 14:03 | Sherwood 2                      | 26,59 km  | Andreas Mikkelsen Anders Jæger    | 12'38"1          | Andreas Mikkelsen Anders Jæger   |
| Frazione 1 (17 Nov) | PS7   | 16:54 | SSS Destination NSW 1           | 1,27 km   | Ott Tänak Martin Järveoja         | 1'02"4           | Andreas Mikkelsen Anders Jæger   |
| Frazione 1 (17 Nov) | PS8   | 17:02 | SSS Destination NSW 2           | 1,27 km   | Thierry Neuville Nicolas Gilsoul  | 1'00"9           | Andreas Mikkelsen Anders Jæger   |
| Frazione 2 (18 Nov) | PS9   | 07:18 | Nambucca17                      | 48,89 km  | Thierry Neuville Nicolas Gilsoul  | 26'53"6          | Andreas Mikkelsen Anders Jæger   |
| Frazione 2 (18 Nov) | PS10  | 08:56 | Newry17 1                       | 20,86 km  | Jari-Matti Latvala Miikka Anttila | 12'10"7          | Thierry Neuville Nicolas Gilsoul |
| Frazione 2 (18 Nov) | PS11  | 09:44 | SSS Raceway                     | 1,37 km   | Ott Tänak Martin Järveoja         | 1'15"3           | Thierry Neuville Nicolas Gilsoul |
| Frazione 2 (18 Nov) | PS12  | 12:22 | Welshs Creek                    | 33,49 km  | Thierry Neuville Nicolas Gilsoul  | 17'44"8          | Thierry Neuville Nicolas Gilsoul |
| Frazione 2 (18 Nov) | PS13  | 13:08 | Argents Hill                    | 12,33 km  | Thierry Neuville Nicolas Gilsoul  | 15'21"2          | Thierry Neuville Nicolas Gilsoul |
| Frazione 2 (18 Nov) | PS14  | 14:16 | Newry17 2                       | 20,86 km  | prova cancellata                  | prova cancellata | Thierry Neuville Nicolas Gilsoul |
| Frazione 2 (18 Nov) | PS15  | 16:54 | SSS Destination NSW 3           | 1,27 km   | Thierry Neuville Nicolas Gilsoul  | 1'02"3           | Thierry Neuville Nicolas Gilsoul |
| Frazione 2 (18 Nov) | PS16  | 17:04 | SSS Destination NSW 4           | 1,27 km   | Ott Tänak Martin Järveoja         | 1'01"8           | Thierry Neuville Nicolas Gilsoul |
| Frazione 3 (19 Nov) | PS17  | 07:38 | Pilbara Reverse 1               | 10,03 km  | Elfyn Evans Daniel Barritt        | 5'23"1           | Thierry Neuville Nicolas Gilsoul |
| Frazione 3 (19 Nov) | PS18  | 07:56 | Bucca16                         | 31,90 km  | Hayden Paddon Sebastian Marshall  | 16'57"4          | Thierry Neuville Nicolas Gilsoul |
| Frazione 3 (19 Nov) | PS19  | 09:08 | Wedding Bells16 1               | 6,44 km   | Thierry Neuville Nicolas Gilsoul  | 3'55"5           | Thierry Neuville Nicolas Gilsoul |
| Frazione 3 (19 Nov) | PS20  | 11:46 | Pilbara Reverse 2               | 10,03 km  | prova cancellata                  | prova cancellata | Thierry Neuville Nicolas Gilsoul |
| Frazione 3 (19 Nov) | PS21  | 13:18 | Wedding Bells16 2 (power stage) | 6,44 km   | Sébastien Ogier Julien Ingrassia  | 3'32"6           | Thierry Neuville Nicolas Gilsoul |

### Power stage
PS21:  Wedding Bells16 2 di 6,44 km, disputatasi domenica 19 novembre 2017 alle ore 13:18 (UTC+11).
| Pos. | No. | Pilota            | Co-pilota        | Auto                  | Classe | Tempo  | Distacco | Punti |
| ---- | --- | ----------------- | ---------------- | --------------------- | ------ | ------ | -------- | ----- |
| 1    | 5   | Sébastien Ogier   | Julien Ingrassia | Ford Fiesta WRC       | WRC    | 3'32"6 |          | 5     |
| 2    | 2   | Ott Tänak         | Martin Järveoja  | Ford Fiesta WRC       | WRC    | 3'32"7 | +0"1     | 4     |
| 3    | 11  | Esapekka Lappi    | Janne Ferm       | Toyota Yaris WRC      | WRC    | 3'34"3 | +1"7     | 3     |
| 4    | 6   | Andreas Mikkelsen | Anders Jæger     | Hyundai i20 Coupe WRC | WRC    | 3'34"7 | +2"1     | 2     |
| 5    | 9   | Kris Meeke        | Paul Nagle       | Citroën C3 WRC        | WRC    | 3'35"1 | +2"5     | 1     |

## Classifiche mondiali
Classifica piloti
| Pos. | Pos. | Pilota              | Punti |
| ---- | ---- | ------------------- | ----- |
| 1    |      | Sébastien Ogier     | 232   |
| 2    |      | Thierry Neuville    | 208   |
| 3    |      | Ott Tänak           | 191   |
| 4    |      | Jari-Matti Latvala  | 136   |
| 5    |      | Elfyn Evans         | 128   |
| 6    |      | Dani Sordo          | 95    |
| 7    | 1    | Kris Meeke          | 77    |
| 8    | 2    | Hayden Paddon       | 74    |
| 9    | 2    | Juho Hänninen       | 71    |
| 10   | 1    | Craig Breen         | 64    |
| 11   | 1    | Esapekka Lappi      | 62    |
| 12   | 1    | Andreas Mikkelsen   | 54    |
| 13   |      | Stéphane Lefebvre   | 30    |
| 14   |      | Teemu Suninen       | 29    |
| 15   |      | Mads Østberg        | 29    |
| 16   |      | Jan Kopecký         | 7     |
| 17   |      | Pontus Tidemand     | 4     |
| 18   | N    | Richie Dalton       | 4     |
| 19   | 1    | Eric Camilli        | 3     |
| 20   | 1    | Stéphane Sarrazin   | 2     |
| 20   | 1    | Armin Kremer        | 2     |
| 22   | N    | Jourdan Serderidis  | 2     |
| 23   | 2    | Ole Christian Veiby | 1     |
| 24   | 2    | Yohan Rossel        | 1     |
| 25   | 2    | Bryan Bouffier      | 1     |
| 26   | N    | Kalle Rovanperä     | 1     |

Classifica co-piloti
| Pos. | Pos. | Co-pilota              | Punti |
| ---- | ---- | ---------------------- | ----- |
| 1    |      | Julien Ingrassia       | 232   |
| 2    |      | Nicolas Gilsoul        | 208   |
| 3    |      | Martin Järveoja        | 191   |
| 4    |      | Miikka Anttila         | 136   |
| 5    |      | Daniel Barritt         | 128   |
| 6    |      | Marc Martí             | 95    |
| 7    | 1    | Paul Nagle             | 77    |
| 8    | 1    | Kaj Lindström          | 71    |
| 9    |      | Scott Martin           | 64    |
| 10   | 1    | Janne Ferm             | 62    |
| 11   | 1    | Anders Jæger           | 54    |
| 12   | 3    | Sebastian Marshall     | 41    |
| 13   | 1    | John Kennard           | 33    |
| 14   | 1    | Gabin Moreau           | 30    |
| 15   | 1    | Mikko Markkula         | 29    |
| 16   |      | Ola Fløene             | 18    |
| 17   |      | Torstein Eriksen       | 11    |
| 18   |      | Pavel Dresler          | 7     |
| 19   |      | Jonas Andersson        | 4     |
| 20   | N    | John Allen             | 4     |
| 21   | 1    | Benjamin Veillas       | 3     |
| 22   | 1    | Jacques Julien Renucci | 2     |
| 22   | 1    | Pirmin Winklhofer      | 2     |
| 24   | N    | Frédéric Miclotte      | 2     |
| 25   | 2    | Stig Rune Skjærmoen    | 1     |
| 26   | 2    | Benoît Fulcrand        | 1     |
| 27   | 2    | Denis Giraudet         | 1     |
| 28   | N    | Jonne Halttunen        | 1     |

Classifica costruttori WRC
| Pos. | Pos. | Squadra                     | Punti |
| ---- | ---- | --------------------------- | ----- |
| 1    |      | M-Sport World Rally Team    | 428   |
| 2    |      | Hyundai Motorsport          | 345   |
| 3    |      | Toyota Gazoo Racing WRC     | 257   |
| 4    |      | Citroën Total Abu Dhabi WRT | 218   |